# Vârfu Câmpului
Vârfu Câmpului est une commune roumaine située dans le județ de Botoșani.